# Gran Dayak
Gran Dayak (en indonesio: Dayak Besar, ortografía antigua Dajak Besar; en neerlandés: Grote Dajak) fue una entidad componente de los Estados Unidos de Indonesia en las regiones dayak de la isla de Borneo. Se estableció el 7 de diciembre de 1946 con una capital temporal en Bandjermasin (Banjarmasin). Gran Dayak se disolvió el 18 de abril de 1950 y pasó a formar parte de la provincia de Borneo, que se formó el 14 de agosto de 1950 con su capital también en Banjarmasin. Después de la división de la provincia de Borneo, el antiguo territorio de Gran Dayak fue asignado primero a Borneo Meridional en 1956 y luego a Borneo Central en 1957, donde permanece hoy.